# Brendan Moore
Brendan Moore (* 17. Februar 1972 in Sheffield) ist ein englischer ehemaliger professioneller Schiedsrichter der Billardvariante Snooker.

## Leben
Brendan Moore arbeitete als Busfahrer und ist selbst aktiver Snookerspieler mit einem höchsten Break von 63 („einmal erreicht und nie wieder in die Nähe gekommen“). Er erwarb seine Schiedsrichterlizenz 2002 und sein erstes professionelles Spiel, das er leitete, war 2005 eine Begegnung zwischen David Roe und Patrick Wallace. Er leitete u. a. die Finale der Snookerweltmeisterschaften 2014, 2018 und 2023, sowie insgesamt  zehn Maximum Breaks. Sein drittes Weltmeisterfinale markierte gleichzeitig sein Karriereende als professioneller Schiedsrichter auf der Snooker Main Tour.
Als Hobbys nennt er Pokerspielen mit anderen Schiedsrichterkollegen, Snooker spielen, Musik hören und Zeit mit der Familie verbringen. Er ist Fan von American Football, speziell der Miami Dolphins. Bei seinen Einsätzen als Schiedsrichter hatte er immer zwei Ballmarker, eine 5-£-Münze und einen Kugelschreiber in seiner Tasche.
Vor dem Spiel als Schiedsrichter beim Finale der Snookerweltmeisterschaft 2023 zwischen Mark Selby und Luca Brecel (15:18) äußerte er scherzhaft den Wunsch, dass es bei diesem seinem letzten geleiteten Spiel einen Decider gäbe und dieser mit einem Maximum Break entschieden würde. Dies traf nicht ein, aber Mark Selby spielte immerhin das erste Maximum, das in einem WM-Finale gespielt wurde.
Nach der Weltmeisterschaft 2023 und seiner 19 Jahre währenden Tätigkeit für World Snooker Tour wurde er Turnierdirektor bei Matchroom Sport.

## Geleitete Finale

### Ranglistenturniere
- Welsh Open 2010
- UK Championship: 2010, 2013
- Wuxi Classic 2012
- Indian Open 2013
- Snookerweltmeisterschaft: 2014, 2018, 2023
- Australian Goldfields Open 2014
- China Open 2015
- Shanghai Masters 2015
- German Masters 2017
- Players Championship: 2017, 2023
- Snooker Shoot-Out 2019
- World Grand Prix: 2020/2, 2021, 2023
- Tour Championship: 2021; 2022

### Einladungsturniere
- Masters: 2012, 2015, 2020
- Championship League: 2013, 2014, 2015, 2019/20, 2021/22
- Champion of Champions: 2014, 2016